# يوريكا (كلمة)
يوريكا (بالإغريقية: Εύρηκα) هي كلمةٌ إنجليزيةٌ مأخوذة من اليونانية وتُستخدم في النداء. وقد نُقلت حرفيًا من اليونانية حيث تُعزى إلى الرياضيين اليونانيين ومبتكرها أرخميدس.

## الاشتقاق
أتت «يوريكا» من الإغريقية والكلمة تعني «لقد وجدتها».

## أصل الكلمة

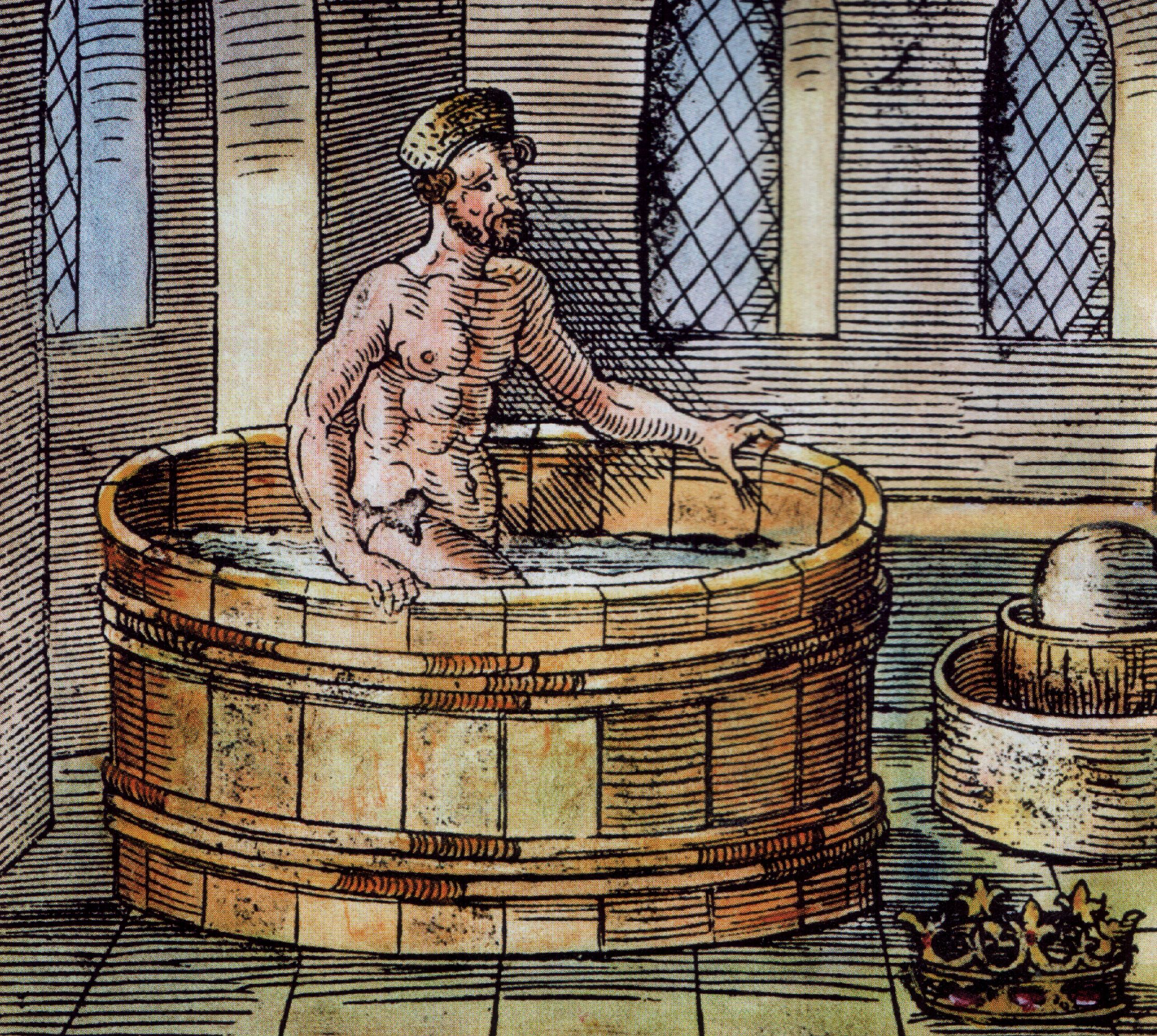
في القرن السادس عشر، يظهر بالرسم أرخميدس في حوض الاستحمام و تاج الملك هيرو في أسفل اليمين

ترجع لفظة «يوريكا» في اللغة اليونانية إلى أرخميدس حيث صرخ «يوريكا! يوريكا!» بعد أن دخل حوض الاستحمام لاحظ أن مستوى الماء قد ارتفع، وفجأة أدرك أن حجم الماء المزاح يجب أن يساوي حجم الجزء المغمور من جسده في الماء (هذه العلاقة ليست التي تعرف باسم مبدأ أرخميدس التي تتعامل مع قوة الطفو التي تدفع الجسم المغمور في الموائع إلى الأعلى. و أدرك لاحقاً أن حجم الجسم غير المنتظم يمكن أن يقاس بدقة، بينما كان سابقاً يقدر تقدير إلى أقرب شكل هندسي، وقد كان متلهفاً لنشر ما اكتشف، ركض في ممر الحمام وجرى في شوارع سرقوسة عارياً.
جاء هذا الاكتشاف بحل لمشكلة ملك سرقوسة، التي كانت عن كيفية حساب درجة النقاوة للتاج ذو الشكل غير المنتظم، حيث أن الملك أعطى الصائغ كتلة من الذهب النقي لصنع التاج لكنه كان يشتبه بأن الصائغ أبدل الذهب بكتلة من الفضة.و قد كان يتوافر في تلك الفترة أجهزة لقياس الوزن بدقة، وأرخميدس يعلم الآن كيفية قياس الحجم والنسبة بين الكتلة والحجم تعطي الكثافة، مما يجعل التنبؤ بنقاوة الذهب أمراً ممكناً (حيث أن كثافة الذهب تقارب ضعفي كثافة الفضة، وسيتم ملاحظة فارق كبير بالكتلة لجسم من نفس الحجم تحت ضغط ودرجة حرارة قياسيتين)

## الأسماء والشعارات

### كاليفورنيا

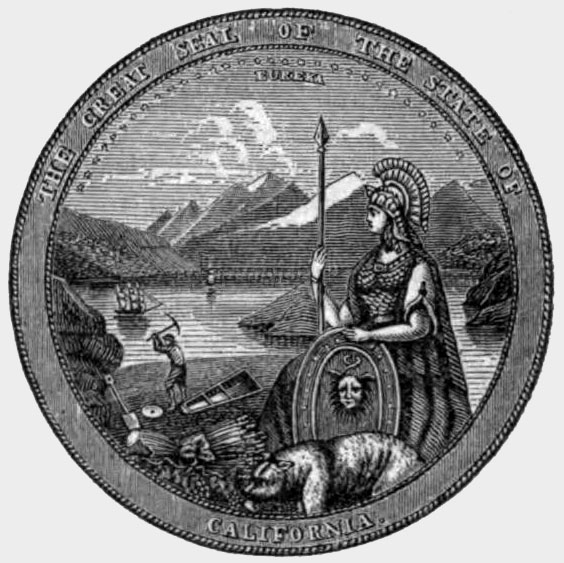
ختم كاليفورنيا، يظهر عليه كلمة يوريكا فوق رمح الآلهة مينيرفا في عام 1870

مدينة يوريكا في كاليفورنيا، أسست عام 1860، تستخدم ختم كاليفورنيا ختمًا رسميًا.

## الرياضيات
الرياضي كارل فريدريش غاوس قلد أرخميدس في عام 1796 حيث كتب في يومياته «مجموع يوريكا»= Δ + Δ + Δ، واستناداً إلى اكتشافه أي عدد صحيح موجب يمكن أن يعبر عنه كمجموع لأغلب ثلاث عدد مثلثي  هذه النتيجة تعرف الآن نظرية جاوس يوريكا و هذه حالة خاصة لما عرف لاحقاً باسم مبرهنة العدد المضلعي لفيرما.